# Kyushu K10W
Máy bay huấn luyện Kiểu 2 Kyūshū K10W (Tên mã đồng minh đặt: Oak) là một loại máy bay huấn luyện thuộc Không quân Hải quân Đế quốc Nhật Bản vào cuối Chiến tranh thế giới II.

## Tính năng kỹ chiến thuật (K10W1)
Dữ liệu lấy từ Arawasi - From American Acorn to Japanese Oak
Đặc điểm tổng quát
- Kíp lái: 2
- Chiều dài: 8.83 m (28 ft 11.5 in)
- Sải cánh: 12.36 m (40 ft 6.6 in)
- Chiều cao: m (ft in)
- Diện tích cánh: 22.32 m² (sq ft)
- Trọng lượng rỗng: 1,476 kg (lb)
- Trọng lượng có tải: 2,033 kg (lb)
- Trọng lượng cất cánh tối đa: kg (lb)
- Động cơ: 1 × Nakajima Kotobuki 2 Kai-1, kW (600 hp)

 Hiệu suất bay 
- Vận tốc cực đại: at m (ft) (knot, 182.3 mph)
- Vận tốc hành trình: km/h (knots, mph) at m (ft)
- Tầm bay: 830 km (514.6 mi)
- Trần bay: 6,770 m (22,200 ft)
- Tải trên cánh: 91.6 kg/m² ()

Trang bị vũ khí

- Súng: 1 súng máy 7.7mm
- Bom: 4 bom tập